# Élections cantonales de 2004 dans le Cher
Les élections cantonales ont eu lieu les 21 et 28 mars 2004.
Lors de ces élections, 18 des 35 cantons du Cher ont été renouvelés. Elles ont vu l'élection de la majorité socialiste dirigée par Alain Rafesthain, succédant à Rémy Pointereau, président UMP du conseil général depuis 2001.

## Résultats à l’échelle du département
Répartition départementale des résultats (2e tour).
- PCF (18,46 %)
- PS (28,23 %)
- DVG (6,82 %)
- Divers (9,35 %)
- UMP (10,44 %)
- UDF (1,29 %)
- DVD (24,91 %)
- FN (0,5 %)

| Étiquette      | Étiquette                          | Premier tour | Premier tour | Second tour | Second tour | Sièges |
| Étiquette      | Étiquette                          | Voix         | %            | Voix        | %           | Sièges |
| -------------- | ---------------------------------- | ------------ | ------------ | ----------- | ----------- | ------ |
|                | Parti socialiste                   | 14 073       | 19,80        | 19 538      | 28,23       | 6      |
|                | Parti communiste français          | 11 926       | 16,78        | 12 774      | 18,46       | 3      |
|                | Divers gauche                      | 4 921        | 6,92         | 4 721       | 6,82        | 2      |
|                | Extrême gauche                     | 2 905        | 4,09         |             |             |        |
|                | Les Verts                          | 733          | 1,03         |             |             |        |
| Gauche         | Gauche                             | 34 558       | 48,62        | 37 033      | 53,51       | 11     |
|                |                                    |              |              |             |             |        |
|                | Divers droite                      | 11 975       | 16,85        | 17 243      | 24,91       | 4      |
|                | Front national                     | 9 119        | 12,83        | 347         | 0,50        | 0      |
|                | Union pour un mouvement populaire  | 8 779        | 12,35        | 7 224       | 10,44       | 3      |
|                | Union pour la démocratie française | 2 752        | 3,87         | 893         | 1,29        | 0      |
|                | Extrême droite                     | 164          | 0,23         |             |             |        |
| Droite         | Droite                             | 32 789       | 46,13        | 25 707      | 37,14       | 7      |
|                |                                    |              |              |             |             |        |
|                | Divers                             | 3 733        | 5,25         | 6 470       | 9,35        | 0      |
|                |                                    |              |              |             |             |        |
| Inscrits       | Inscrits                           | 116 332      | 100,00       | 110 022     | 100,00      |        |
| Abstention     | Abstention                         | 42 182       | 36,29        | 36 483      | 33,16       |        |
| Votants        | Votants                            | 74 150       | 63,71        | 73 539      | 66,84       |        |
| Blancs et nuls | Blancs et nuls                     | 3 070        | 4,14         | 4 329       | 5,89        |        |
| Exprimés       | Exprimés                           | 71 080       | 95,86        | 69 210      | 94,11       |        |

## Résultats par canton

### Canton d'Argent-sur-Sauldre
| Candidats      | Candidats           | Étiquette      | Premier tour | Premier tour |
| Candidats      | Candidats           | Étiquette      | Voix         | %            |
| -------------- | ------------------- | -------------- | ------------ | ------------ |
|                | Thierry de Montbel* | UMP            | 1 606        | 59,13        |
|                | Danièle Rouge       | DVG            | 658          | 24,23        |
|                | Gérard Thorel       | FN             | 355          | 13,07        |
|                | Roland Pigeonneau   | EXG            | 97           | 3,57         |
|                |                     |                |              |              |
| Inscrits       | Inscrits            | Inscrits       | 4 233        | 100,00       |
| Abstention     | Abstention          | Abstention     | 1 415        | 33,43        |
| Votants        | Votants             | Votants        | 2 818        | 66,57        |
| Blancs et nuls | Blancs et nuls      | Blancs et nuls | 102          | 3,62         |
| Exprimés       | Exprimés            | Exprimés       | 2 716        | 96,38        |

*sortant

### Canton de Baugy
| Candidats      | Candidats               | Étiquette      | Premier tour | Premier tour | Second tour | Second tour |
| Candidats      | Candidats               | Étiquette      | Voix         | %            | Voix        | %           |
| -------------- | ----------------------- | -------------- | ------------ | ------------ | ----------- | ----------- |
|                | Michel Renoux           | DVD            | 1 083        | 24,60        | 1 542       | 34,67       |
|                | Pierre-Étienne Goffinet | UMP            | 890          | 20,21        | 1 024       | 23,02       |
|                | Pascal Mereau           | PS             | 812          | 18,44        | 1 882       | 42,31       |
|                | Françoise Merlin        | FN             | 534          | 12,13        |             |             |
|                | Denis Durand            | DVG            | 381          | 8,65         |             |             |
|                | Michel Pinglaut         | PCF            | 343          | 7,79         |             |             |
|                | Pascal Orlowski         | UMP            | 224          | 5,09         |             |             |
|                | Jean-Marie Sornin       | EXG            | 136          | 3,09         |             |             |
|                |                         |                |              |              |             |             |
| Inscrits       | Inscrits                | Inscrits       | 6 624        | 100,00       | 6 623       | 100,00      |
| Abstention     | Abstention              | Abstention     | 2 053        | 30,99        | 1 988       | 30,02       |
| Votants        | Votants                 | Votants        | 4 571        | 69,01        | 4 635       | 69,98       |
| Blancs et nuls | Blancs et nuls          | Blancs et nuls | 168          | 3,68         | 187         | 4,03        |
| Exprimés       | Exprimés                | Exprimés       | 4 403        | 96,32        | 4 448       | 95,97       |

### Canton de Bourges-4
| Candidats      | Candidats           | Étiquette      | Premier tour | Premier tour | Second tour | Second tour |
| Candidats      | Candidats           | Étiquette      | Voix         | %            | Voix        | %           |
| -------------- | ------------------- | -------------- | ------------ | ------------ | ----------- | ----------- |
|                | Philippe Gitton     | UMP            | 1 722        | 31,89        | 2 541       | 44,64       |
|                | Irène Félix*        | PS             | 1 647        | 30,51        | 3 151       | 55,36       |
|                | Jean-Jacques Coulon | PCF            | 694          | 12,85        |             |             |
|                | Jean-Marie Ugolini  | FN             | 682          | 12,63        |             |             |
|                | Karim Laanaya       | Verts          | 281          | 5,20         |             |             |
|                | Colette Cordat      | EXG            | 237          | 4,39         |             |             |
|                | Jean Signoret       | DVG            | 136          | 2,52         |             |             |
|                |                     |                |              |              |             |             |
| Inscrits       | Inscrits            | Inscrits       | 10 035       | 100,00       | 10 031      | 100,00      |
| Abstention     | Abstention          | Abstention     | 4 400        | 43,85        | 4 039       | 40,27       |
| Votants        | Votants             | Votants        | 5 635        | 56,15        | 5 992       | 59,73       |
| Blancs et nuls | Blancs et nuls      | Blancs et nuls | 236          | 4,19         | 300         | 5,01        |
| Exprimés       | Exprimés            | Exprimés       | 5 399        | 95,81        | 5 692       | 94,99       |

*sortant

### Canton de Bourges-5
| Candidats      | Candidats             | Étiquette      | Premier tour | Premier tour | Second tour | Second tour |
| Candidats      | Candidats             | Étiquette      | Voix         | %            | Voix        | %           |
| -------------- | --------------------- | -------------- | ------------ | ------------ | ----------- | ----------- |
|                | Jean-Pierre Saulnier* | PS             | 1 216        | 32,93        | 2 235       | 57,90       |
|                | Danièle Monnet        | UMP            | 1 126        | 30,49        | 1 625       | 42,10       |
|                | Daniel Robin          | PCF            | 574          | 15,54        |             |             |
|                | Michel Canu           | FN             | 500          | 13,54        |             |             |
|                | Sylvie Cerveau        | EXG            | 167          | 4,52         |             |             |
|                | Pascal Richard        | DVG            | 110          | 2,98         |             |             |
|                |                       |                |              |              |             |             |
| Inscrits       | Inscrits              | Inscrits       | 7 000        | 100,00       | 7 017       | 100,00      |
| Abstention     | Abstention            | Abstention     | 3 135        | 44,79        | 2 909       | 41,46       |
| Votants        | Votants               | Votants        | 3 865        | 55,21        | 4 108       | 58,54       |
| Blancs et nuls | Blancs et nuls        | Blancs et nuls | 172          | 4,45         | 248         | 6,04        |
| Exprimés       | Exprimés              | Exprimés       | 3 693        | 95,55        | 3 860       | 93,96       |

*sortant

### Canton de La Chapelle-d'Angillon
| Candidats      | Candidats               | Étiquette      | Premier tour | Premier tour | Second tour | Second tour |
| Candidats      | Candidats               | Étiquette      | Voix         | %            | Voix        | %           |
| -------------- | ----------------------- | -------------- | ------------ | ------------ | ----------- | ----------- |
|                | Pierre Heuclin          | DVD            | 381          | 25,66        | 634         | 45,06       |
|                | David Dallois           | DVD            | 315          | 21,21        | 773         | 54,94       |
|                | Jean d'Ogny             | FN             | 237          | 15,96        |             |             |
|                | Jean-Claude Berniot     | PCF            | 180          | 12,12        |             |             |
|                | Jean-Pierre Meerschout  | PS             | 168          | 11,31        |             |             |
|                | Marie-Christine Fossier | UDF            | 157          | 10,57        |             |             |
|                | Hélène Chantome         | EXG            | 47           | 3,16         |             |             |
|                |                         |                |              |              |             |             |
| Inscrits       | Inscrits                | Inscrits       | 2 122        | 100,00       | 2 122       | 100,00      |
| Abstention     | Abstention              | Abstention     | 584          | 27,52        | 550         | 25,92       |
| Votants        | Votants                 | Votants        | 1 538        | 72,48        | 1 572       | 74,08       |
| Blancs et nuls | Blancs et nuls          | Blancs et nuls | 53           | 3,45         | 165         | 10,50       |
| Exprimés       | Exprimés                | Exprimés       | 1 485        | 96,55        | 1 407       | 89,50       |

### Canton de Charenton-du-Cher
| Candidats      | Candidats             | Étiquette      | Premier tour | Premier tour | Second tour | Second tour |
| Candidats      | Candidats             | Étiquette      | Voix         | %            | Voix        | %           |
| -------------- | --------------------- | -------------- | ------------ | ------------ | ----------- | ----------- |
|                | Philippe de Bonneval* | UMP            | 823          | 40,99        | 939         | 43,53       |
|                | Michel Cajat          | PS             | 480          | 23,90        | 871         | 40,38       |
|                | Francis Decotignie    | FN             | 375          | 18,68        | 347         | 16,09       |
|                | Yvon Godbert          | DVG            | 233          | 11,60        |             |             |
|                | Evelyne Pintor        | EXG            | 97           | 4,83         |             |             |
|                |                       |                |              |              |             |             |
| Inscrits       | Inscrits              | Inscrits       | 3 107        | 100,00       | 3 108       | 100,00      |
| Abstention     | Abstention            | Abstention     | 959          | 30,87        | 867         | 27,90       |
| Votants        | Votants               | Votants        | 2 148        | 69,13        | 2 241       | 72,10       |
| Blancs et nuls | Blancs et nuls        | Blancs et nuls | 140          | 6,52         | 84          | 3,75        |
| Exprimés       | Exprimés              | Exprimés       | 2 008        | 93,48        | 2 157       | 96,25       |

*sortant

### Canton de Charost
| Candidats      | Candidats            | Étiquette      | Premier tour | Premier tour | Second tour | Second tour |
| Candidats      | Candidats            | Étiquette      | Voix         | %            | Voix        | %           |
| -------------- | -------------------- | -------------- | ------------ | ------------ | ----------- | ----------- |
|                | Roger Jacquet*       | PCF            | 2 148        | 35,06        | 3 781       | 60,70       |
|                | Jean-Claude Begassat | DVD            | 1 646        | 26,87        | 2 448       | 39,30       |
|                | Alain Tabard         | PS             | 1 175        | 19,18        | Retrait     | Retrait     |
|                | Alain Sogni          | FN             | 815          | 13,30        |             |             |
|                | Jean-Louis Hauchere  | EXG            | 239          | 3,90         |             |             |
|                | Odile Gallot         | EXD            | 103          | 1,68         |             |             |
|                |                      |                |              |              |             |             |
| Inscrits       | Inscrits             | Inscrits       | 10 322       | 100,00       | 10 322      | 100,00      |
| Abstention     | Abstention           | Abstention     | 3 916        | 37,94        | 3 585       | 34,73       |
| Votants        | Votants              | Votants        | 6 406        | 62,06        | 6 737       | 65,27       |
| Blancs et nuls | Blancs et nuls       | Blancs et nuls | 280          | 4,37         | 508         | 7,54        |
| Exprimés       | Exprimés             | Exprimés       | 6 126        | 95,63        | 6 229       | 92,46       |

*sortant

### Canton du Châtelet
| Candidats      | Candidats           | Étiquette      | Premier tour | Premier tour |
| Candidats      | Candidats           | Étiquette      | Voix         | %            |
| -------------- | ------------------- | -------------- | ------------ | ------------ |
|                | Bernard Jamet*      | DVD            | 768          | 54,20        |
|                | Jean-Claude Bridon  | PS             | 195          | 13,76        |
|                | Henri Salamone      | PCF            | 191          | 13,48        |
|                | Christophe Dufresne | FN             | 151          | 10,66        |
|                | Andrée Besse        | EXG            | 58           | 4,09         |
|                | Christian Raffestin | EXD            | 54           | 3,81         |
|                |                     |                |              |              |
| Inscrits       | Inscrits            | Inscrits       | 2 192        | 100,00       |
| Abstention     | Abstention          | Abstention     | 697          | 31,80        |
| Votants        | Votants             | Votants        | 1 495        | 68,20        |
| Blancs et nuls | Blancs et nuls      | Blancs et nuls | 78           | 5,22         |
| Exprimés       | Exprimés            | Exprimés       | 1 417        | 94,78        |

*sortant

### Canton de Henrichemont
| Candidats      | Candidats           | Étiquette      | Premier tour | Premier tour | Second tour | Second tour |
| Candidats      | Candidats           | Étiquette      | Voix         | %            | Voix        | %           |
| -------------- | ------------------- | -------------- | ------------ | ------------ | ----------- | ----------- |
|                | Jean-Claude Morin   | UMP            | 558          | 29,15        | 1 095       | 58,90       |
|                | Jean-Claude Pagano  | PS             | 249          | 13,01        | 764         | 41,10       |
|                | Luc Doumas          | PCF            | 194          | 10,14        |             |             |
|                | Élisabeth d'Ogny    | FN             | 182          | 9,51         |             |             |
|                | Gilbert Dumont      | DVD            | 161          | 8,41         |             |             |
|                | Gérard Billault     | DVD            | 157          | 8,20         |             |             |
|                | Roger Ledoux        | Verts          | 139          | 7,26         |             |             |
|                | Christian Pinson    | DVG            | 131          | 6,84         |             |             |
|                | Christian Tuaillon  | DVD            | 80           | 4,18         |             |             |
|                | Martine Legoux      | EXG            | 56           | 2,93         |             |             |
|                | Christian Helleisen | EXD            | 7            | 0,37         |             |             |
|                |                     |                |              |              |             |             |
| Inscrits       | Inscrits            | Inscrits       | 2 793        | 100,00       | 2 793       | 100,00      |
| Abstention     | Abstention          | Abstention     | 815          | 29,18        | 765         | 27,39       |
| Votants        | Votants             | Votants        | 1 978        | 70,82        | 2 028       | 72,61       |
| Blancs et nuls | Blancs et nuls      | Blancs et nuls | 64           | 3,24         | 169         | 8,33        |
| Exprimés       | Exprimés            | Exprimés       | 1 914        | 96,76        | 1 859       | 91,67       |

### Canton de Levet
| Candidats      | Candidats            | Étiquette      | Premier tour | Premier tour | Second tour | Second tour |
| Candidats      | Candidats            | Étiquette      | Voix         | %            | Voix        | %           |
| -------------- | -------------------- | -------------- | ------------ | ------------ | ----------- | ----------- |
|                | Jean-Pierre Magnoux* | DVG            | 2 326        | 48,49        | 3 515       | 70,58       |
|                | Béatrice Gozard      | DVD            | 946          | 19,72        | 1 465       | 29,42       |
|                | Pascal Goudy         | PCF            | 749          | 15,61        |             |             |
|                | Monique Béraud       | FN             | 561          | 11,69        |             |             |
|                | Geneviève Blot Murat | EXG            | 215          | 4,48         |             |             |
|                |                      |                |              |              |             |             |
| Inscrits       | Inscrits             | Inscrits       | 7 571        | 100,00       | 7 619       | 100,00      |
| Abstention     | Abstention           | Abstention     | 2 569        | 34,37        | 2 351       | 30,86       |
| Votants        | Votants              | Votants        | 5 002        | 65,63        | 5 268       | 69,14       |
| Blancs et nuls | Blancs et nuls       | Blancs et nuls | 205          | 4,10         | 288         | 5,47        |
| Exprimés       | Exprimés             | Exprimés       | 4 797        | 95,90        | 4 980       | 94,53       |

*sortant

### Canton de Lignières
| Candidats      | Candidats         | Étiquette      | Premier tour | Premier tour | Second tour | Second tour |
| Candidats      | Candidats         | Étiquette      | Voix         | %            | Voix        | %           |
| -------------- | ----------------- | -------------- | ------------ | ------------ | ----------- | ----------- |
|                | Henri Bernardet   | PS             | 696          | 31,49        | 1 332       | 57,14       |
|                | Élisabeth Barbier | DVD            | 686          | 31,04        | 999         | 42,86       |
|                | Yves Piote        | PCF            | 443          | 20,05        | Retrait     | Retrait     |
|                | Jérémie Renault   | FN             | 251          | 11,36        |             |             |
|                | Pierre-Alain Coic | DVG            | 80           | 3,62         |             |             |
|                | Sylvie Stassart   | EXG            | 54           | 2,44         |             |             |
|                |                   |                |              |              |             |             |
| Inscrits       | Inscrits          | Inscrits       | 3 221        | 100,00       | 3 221       | 100,00      |
| Abstention     | Abstention        | Abstention     | 894          | 27,76        | 774         | 24,03       |
| Votants        | Votants           | Votants        | 2 327        | 72,24        | 2 447       | 75,97       |
| Blancs et nuls | Blancs et nuls    | Blancs et nuls | 117          | 5,03         | 116         | 4,74        |
| Exprimés       | Exprimés          | Exprimés       | 2 210        | 94,97        | 2 331       | 95,26       |

### Canton de Mehun-sur-Yèvre
| Candidats      | Candidats         | Étiquette      | Premier tour | Premier tour | Second tour | Second tour |
| Candidats      | Candidats         | Étiquette      | Voix         | %            | Voix        | %           |
| -------------- | ----------------- | -------------- | ------------ | ------------ | ----------- | ----------- |
|                | François Pillet*  | DVD            | 2 013        | 41,78        | 2 679       | 52,47       |
|                | Gérard Massicard  | PS             | 987          | 20,49        | 2 427       | 47,53       |
|                | Michel Chollet    | PCF            | 899          | 18,66        | Retrait     | Retrait     |
|                | Christophe Soulat | FN             | 664          | 13,78        |             |             |
|                | Robert Legoux     | EXG            | 255          | 5,29         |             |             |
|                |                   |                |              |              |             |             |
| Inscrits       | Inscrits          | Inscrits       | 8 038        | 100,00       | 8 034       | 100,00      |
| Abstention     | Abstention        | Abstention     | 2 991        | 37,21        | 2 641       | 32,87       |
| Votants        | Votants           | Votants        | 5 047        | 62,79        | 5 393       | 67,13       |
| Blancs et nuls | Blancs et nuls    | Blancs et nuls | 229          | 4,54         | 287         | 5,32        |
| Exprimés       | Exprimés          | Exprimés       | 4 818        | 95,46        | 5 106       | 94,68       |

*sortant

### Canton de Nérondes
| Candidats      | Candidats               | Étiquette      | Premier tour | Premier tour | Second tour | Second tour |
| Candidats      | Candidats               | Étiquette      | Voix         | %            | Voix        | %           |
| -------------- | ----------------------- | -------------- | ------------ | ------------ | ----------- | ----------- |
|                | Michel Bibanow          | PS             | 1 004        | 44,29        | 1 425       | 60,87       |
|                | Monique Lauvergeat      | DVD            | 726          | 32,02        | 916         | 39,13       |
|                | Jean-Pierre Trapied     | FN             | 335          | 14,78        |             |             |
|                | Laurent Kim             | PCF            | 116          | 5,12         |             |             |
|                | Jean-Philippe Labourier | EXG            | 86           | 3,79         |             |             |
|                |                         |                |              |              |             |             |
| Inscrits       | Inscrits                | Inscrits       | 3 516        | 100,00       | 3 516       | 100,00      |
| Abstention     | Abstention              | Abstention     | 1 165        | 33,13        | 1 026       | 29,18       |
| Votants        | Votants                 | Votants        | 2 351        | 66,87        | 2 490       | 70,82       |
| Blancs et nuls | Blancs et nuls          | Blancs et nuls | 84           | 3,57         | 149         | 5,98        |
| Exprimés       | Exprimés                | Exprimés       | 2 267        | 96,43        | 2 341       | 94,02       |

### Canton de Saint-Amand-Montrond
| Candidats      | Candidats            | Étiquette      | Premier tour | Premier tour | Second tour | Second tour |
| Candidats      | Candidats            | Étiquette      | Voix         | %            | Voix        | %           |
| -------------- | -------------------- | -------------- | ------------ | ------------ | ----------- | ----------- |
|                | Yann Galut           | PS             | 2 318        | 28,45        | 4 035       | 47,39       |
|                | Patrick Trompeau     | DVD            | 1 984        | 24,35        | 4 479       | 52,61       |
|                | Yves Puret           | UMP            | 1 830        | 22,46        | Retrait     | Retrait     |
|                | Sabine de Villeroche | FN             | 804          | 9,87         |             |             |
|                | Jean-Claude Coffin   | PCF            | 693          | 8,51         |             |             |
|                | Alain Pennetier      | Verts          | 313          | 3,84         |             |             |
|                | Élisabeth Milon      | EXG            | 205          | 2,52         |             |             |
|                |                      |                |              |              |             |             |
| Inscrits       | Inscrits             | Inscrits       | 12 710       | 100,00       | 12 762      | 100,00      |
| Abstention     | Abstention           | Abstention     | 4 259        | 33,51        | 3 877       | 30,38       |
| Votants        | Votants              | Votants        | 8 451        | 66,49        | 8 885       | 69,62       |
| Blancs et nuls | Blancs et nuls       | Blancs et nuls | 304          | 3,60         | 371         | 4,18        |
| Exprimés       | Exprimés             | Exprimés       | 8 147        | 96,40        | 8 514       | 95,82       |

### Canton de Sancoins
| Candidats      | Candidats         | Étiquette      | Premier tour | Premier tour | Second tour | Second tour |
| Candidats      | Candidats         | Étiquette      | Voix         | %            | Voix        | %           |
| -------------- | ----------------- | -------------- | ------------ | ------------ | ----------- | ----------- |
|                | Pierre Caldi*     | DVD            | 757          | 28,24        | 1 308       | 47,89       |
|                | Patrick Mondon    | UDF            | 672          | 25,07        | 7           | 0,26        |
|                | Paul Bernard      | PS             | 592          | 22,08        | 1 416       | 51,85       |
|                | François Le Nenan | FN             | 312          | 11,64        |             |             |
|                | Dominique Civray  | PCF            | 270          | 10,07        |             |             |
|                | Christian Cote    | EXG            | 78           | 2,91         |             |             |
|                |                   |                |              |              |             |             |
| Inscrits       | Inscrits          | Inscrits       | 4 146        | 100,00       | 4 149       | 100,00      |
| Abstention     | Abstention        | Abstention     | 1 345        | 32,44        | 1 182       | 28,49       |
| Votants        | Votants           | Votants        | 2 801        | 67,56        | 2 967       | 71,51       |
| Blancs et nuls | Blancs et nuls    | Blancs et nuls | 120          | 4,28         | 236         | 7,95        |
| Exprimés       | Exprimés          | Exprimés       | 2 681        | 95,72        | 2 731       | 92,05       |

*sortant

### Canton de Vailly-sur-Sauldre
| Candidats      | Candidats           | Étiquette      | Premier tour | Premier tour | Second tour | Second tour |
| Candidats      | Candidats           | Étiquette      | Voix         | %            | Voix        | %           |
| -------------- | ------------------- | -------------- | ------------ | ------------ | ----------- | ----------- |
|                | Pierre Rabineau*    | DVG            | 866          | 43,11        | 1 206       | 57,65       |
|                | Gilles-Henry Doucet | UDF            | 591          | 29,42        | 886         | 42,35       |
|                | Guy Adam            | DVD            | 272          | 13,54        |             |             |
|                | Danielle Avon       | FN             | 222          | 11,05        |             |             |
|                | Silvina Fernandes   | EXG            | 58           | 2,89         |             |             |
|                |                     |                |              |              |             |             |
| Inscrits       | Inscrits            | Inscrits       | 2 995        | 100,00       | 2 994       | 100,00      |
| Abstention     | Abstention          | Abstention     | 913          | 30,48        | 806         | 26,92       |
| Votants        | Votants             | Votants        | 2 082        | 69,52        | 2 188       | 73,08       |
| Blancs et nuls | Blancs et nuls      | Blancs et nuls | 73           | 3,51         | 96          | 4,39        |
| Exprimés       | Exprimés            | Exprimés       | 2 009        | 96,49        | 2 092       | 95,61       |

*sortant

### Canton de Vierzon-1
| Candidats      | Candidats        | Étiquette      | Premier tour | Premier tour | Second tour | Second tour |
| Candidats      | Candidats        | Étiquette      | Voix         | %            | Voix        | %           |
| -------------- | ---------------- | -------------- | ------------ | ------------ | ----------- | ----------- |
|                | Jean Rousseau    | SE             | 1 982        | 31,94        | 2 776       | 41,98       |
|                | Nicolas Sansu    | PCF            | 1 935        | 31,19        | 3 837       | 58,02       |
|                | Philippe Fournie | PS             | 1 193        | 19,23        | Retrait     | Retrait     |
|                | Noël Ardaen      | FN             | 734          | 11,83        |             |             |
|                | Régis Robin      | EXG            | 359          | 5,79         |             |             |
|                |                  |                |              |              |             |             |
| Inscrits       | Inscrits         | Inscrits       | 10 943       | 100,00       | 10 944      | 100,00      |
| Abstention     | Abstention       | Abstention     | 4 504        | 41,16        | 4 008       | 36,62       |
| Votants        | Votants          | Votants        | 6 439        | 58,84        | 6 936       | 63,38       |
| Blancs et nuls | Blancs et nuls   | Blancs et nuls | 236          | 3,63         | 323         | 4,66        |
| Exprimés       | Exprimés         | Exprimés       | 6 203        | 96,37        | 6 613       | 95,34       |

### Canton de Vierzon-2
| Candidats      | Candidats          | Étiquette      | Premier tour | Premier tour | Second tour | Second tour |
| Candidats      | Candidats          | Étiquette      | Voix         | %            | Voix        | %           |
| -------------- | ------------------ | -------------- | ------------ | ------------ | ----------- | ----------- |
|                | Jean-Pierre Pietu* | PCF            | 2 497        | 28,42        | 5 156       | 58,26       |
|                | Samir Bahlis       | SE             | 1 751        | 19,93        | 3 694       | 41,74       |
|                | Gaëlle Ricou       | FN             | 1 405        | 15,99        |             |             |
|                | André Giroud       | PS             | 1 341        | 15,26        |             |             |
|                | Frédéric Morillon  | UDF            | 1 332        | 15,16        |             |             |
|                | René Chantome      | EXG            | 461          | 5,25         |             |             |
|                |                    |                |              |              |             |             |
| Inscrits       | Inscrits           | Inscrits       | 14 764       | 100,00       | 14 767      | 100,00      |
| Abstention     | Abstention         | Abstention     | 5 568        | 37,71        | 5 115       | 34,64       |
| Votants        | Votants            | Votants        | 9 196        | 62,29        | 9 652       | 65,36       |
| Blancs et nuls | Blancs et nuls     | Blancs et nuls | 409          | 4,45         | 802         | 8,31        |
| Exprimés       | Exprimés           | Exprimés       | 8 787        | 95,55        | 8 850       | 91,69       |

*sortant